# Josep Daurella i Rull
Josep Daurella i Rull   (Barcelona, 25 d'abril de 1864 - 10 de setembre de 1927) fou un filòsof i polític català.

## Biografia
Fill de Josep Daurella i Sunyer, comerciant (importador de bacallà) de Barcelona i d'Isabel Rull i Xuriach, natural d'Alella.
Va estudiar Filosofia i Lletres a la Barcelona i a Madrid, on es doctorà i fou professor de Metafísica. El 1889 guanyà la plaça de catedràtic de Metafísica de la Universitat de Valladolid, que permutà per la de Barcelona el 1894, essent escollit vicerector el 1924, i senador per la mateixa universitat diverses vegades entre 1914 a 1923. El 1902 fou elegit acadèmic de número de l'Acadèmia de Bones Lletres de Barcelona.

## Obres
Se'l considera seguidor de l'escola neoescolàstica:
- Instituciones de metafísica (1891)
- La filosofía del Dante Alighieri (1896)
- Apuntes de lógica fundamental (1904)